# آل فتين

علم بيت فتين

آل فتين (بالألمانية: Haus Wettin) سلالة قوامِسة ودوقات وأمراء ناخبين ألمانية، والملوك الذين حكموا المنطقة التي تمثل اليوم ساكسونيا وساكسونيا أنهالت وتورينغن لأكثر من ثماني مائة سنة، تعد واحدة من أقدم السلالات في أوروبا، يمكن إرجاع أصل الأسرة إلى بلدة فتين تقع اليوم في ساكسونيا أنهالت، ارتفعت سلطة الأسرة تدريجياً داخل الإمبراطورية الرومانية المقدسة، بحيث أصبح أفراد هذه الأسرة حكام العديد من الدول في العصور الوسطى بدءاً من مرغريفية ساكسون الشرقية في 1030، ومايسن في 1089، وتورينغيا في 1263، وساكسونيا في 1423.
انقسمت الأسرة إلى فرعين حاكمَيْن في عام 1485 بعد معاهدة لايبسك: فرع الإرنستيّين وفرع الألبرتيّين، لعب بنو إرنست دوراً هاماً في الإصلاح البروتستنتي وكان العديد من الملوك خارج ألمانيا ينتسبون إلى هذا الفرع من خلال فرع ساكس-كوبرغ وغوتا، في حين أن بني ألبرت حكم معظم ساكسونيا وأيضا لعب دوراً في التاريخ البولندي.
في وقت لاحق تمكن بعض أفراد الأسرة من اعتلاء العرش البولندي لبعض الوقت، واعتلَوا أيضًا عروش بريطانيا العظمى، والبرتغال، وبلغاريا، وساكسونيا، والمكسيك، وبلجيكا، لم يبق سوى الخط البلجيكي محتفظًا بالعرش، بعد وفاة الملكة إليزابيث الثانية ملكة المملكة المتحدة.

## الأصل:فتين ساكسونيا

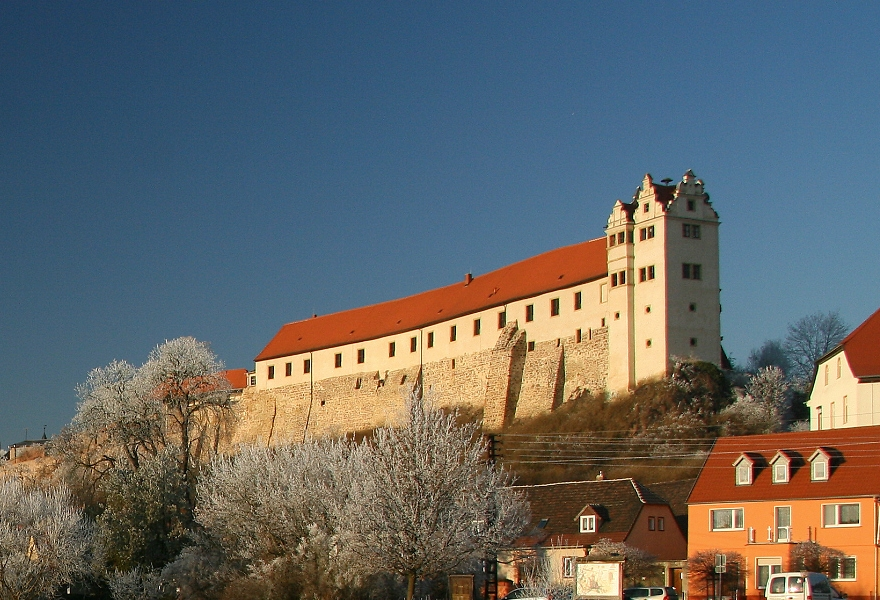
قلعة فتين في ساكسونيا-أنهالت.

أقدم شخص معروف في السلالة هو ثيودوريك الأول من فتين، معروف أيضا بـ ديتريش أو ثيديريكوس أو تييري الأول من ليزغاو († ح.982)، بحيث على الأرجح مقرة في ليزغاو (تقع على الطرف الغربي من جبال هارز)؛ وحوالي.1000 اكتسبت الأسرة قلعة فتين، التي بنيت أصلاً من قبل أحد قبائل السلافية المحلية (انظر:الصوربيون)؛ وبعد ذلك سموا أنفسهم، تقع القلعة في بلدة فتين في هاسيغاو (أو هاسغاو) على نهر زاله، تلقت أسرة في 1030 مرغريفية ساكسون الشرقية كإحدى إقطاعيات.
برزت الأسرة في مرغريفية ساكسون الشرقية، منح لهم الإمبراطور هاينريش الرابع مرغريفية مايسن كإقطاعية في 1089، ومع استطعت الأسرة اكتسب العديد من الأراضي على مدى عصور الوسطى: في عام 1263، ورثوا لاندغريفية تورينغيا (من دون هسن)، وفي 1423 تم منحهم دوقية ساكسونيا التي كانت متركزة حول فيتنبرغ، وبالتالي أصبحوا واحد من سبعة أمراء الناخبين في الإمبراطورية الرومانية المقدسة.